# Bruno Bianchi (Schwimmer)

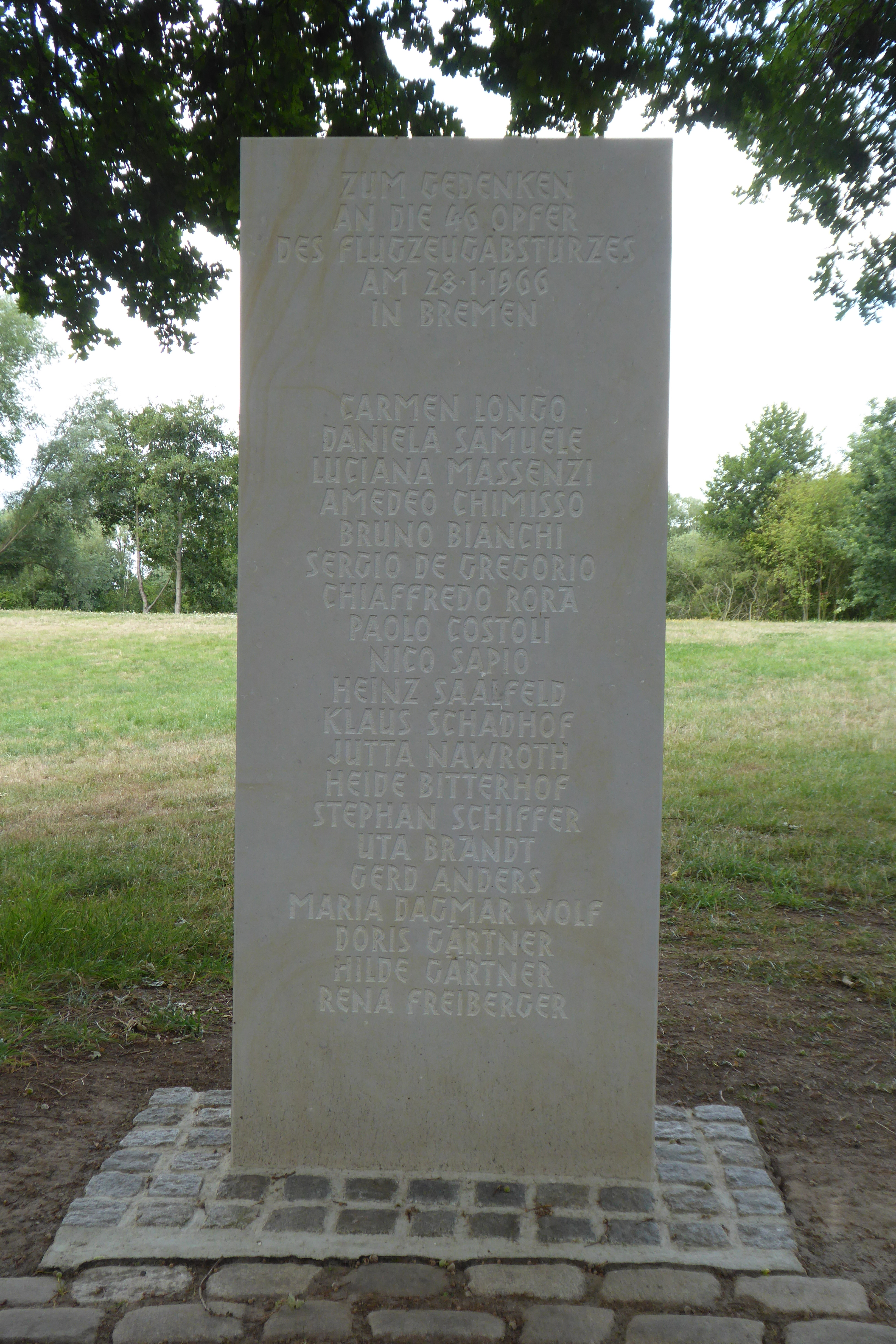
Gedenkstein an der Norderländer Straße von Bremen nach Stuhr

Bruno Bianchi (* 26. September 1943 in Triest; † 28. Januar 1966 in Stuhr) war ein italienischer Schwimmer. Er gewann eine Goldmedaille bei Mittelmeerspielen.

## Karriere
Bruno Bianchi begann bei US Triestina. 1962 wechselte er zu FIAT Torino, wo er bei Fiat als Angestellter arbeitete. Nebenher nahm er ein Studium in Turin auf.
In der italienischen Nationalmannschaft debütierte Bianchi bei den Mittelmeerspielen 1959 in Beirut. Dort wurde er als drittbester Italiener Vierter über 100 Meter Freistil und als bester Italiener Fünfter über 400 Meter Freistil. Mit der italienischen 4-mal-200-Meter-Freistilstaffel gewann er den Titel. 1960 erschwamm Bianchi seinen ersten italienischen Meistertitel über 200 Meter Freistil. Bei den Olympischen Spielen 1960 in Rom trat Bianchi in beiden Staffeln an. Die 4-mal-200-Meter-Freistilstaffel mit Fritz Dennerlein, Bruno Bianchi, Angelo Romani und Paolo Galletti schied mit der elftbesten Zeit der Vorläufe aus. Die 4-mal-100-Meter-Lagenstaffel mit Giuseppe Avellone, Roberto Lazzari, Fritz Dennerlein und Bruno Bianchi erreichte das Finale und belegte den sechsten Platz.
1963 gewann Bianchi bei der Universiade in Porto Alegre die Bronzemedaille mit der 4-mal-100-Meter-Freistilstaffel und die Silbermedaille mit der Lagenstaffel. Kurz darauf fanden in Neapel die Mittelmeerspiele 1963 statt, wo Bianchi den vierten Platz über 100 Meter Freistil belegte. 1964 stellte Bruno Bianchi als Sieger der italienischen Meisterschaften über 100 Meter Freistil in 56,1 Sekunden einen neuen italienischen Rekord auf. Bei den Olympischen Spielen in Tokio schied er im Vorlauf über 100 Meter Freistil in 56,8 Sekunden aus, während Pietro Boscaini mit neuem italienischen Rekord von 55,8 Sekunden das Halbfinale erreichte. Die italienische 4-mal-200-Meter-Freistilstaffel mit Sergio De Gregorio, Bruno Bianchi, Giovanni Orlando und Pietro Boscaini belegte im Finale von Tokio den achten Platz.
Bis Ende 1965 hatte Bianchi 12 italienische Meistertitel erschwommen und war in 40 internationalen Einsätzen für Italien angetreten. 1966 befand sich das italienische Team mit den Olympiateilnehmern von 1964 Bruno Bianchi, Dino Rora und Sergio De Gregorio sowie mit Amedeo Chimisso, Carmen Longo, Daniela Samuele und Luciana Massenzi und mit dem Trainer Paolo Costoli auf der Anreise zum 10. Internationalen Schwimmfest des Bremer Schwimmclubs, als der Lufthansa-Flug 005 abstürzte. Die vier Besatzungsmitglieder und alle 42 Passagiere starben.